# Stazione di Nocera Terinese
Stazione di Nocera Tirinese vasútállomás Olaszországban, Calabria régióban, Nocera Terinese településen.

## Vasútvonalak
Az állomást az alábbi vasútvonalak érintik:
- Battipaglia–Reggio di Calabria-vasútvonal

## Kapcsolódó állomások
A vasútállomáshoz az alábbi állomások vannak a legközelebb:
- Stazione di Campora San Giovanni-Serra Ajello
- Stazione di Falerna